# Grand Prix Júnior de Patinação Artística no Gelo na Alemanha
O Grand Prix Júnior de Patinação Artística no Gelo na Alemanha (muitas vezes intitulado: Blue Swords, em alemão:  Pokal der Blauen Schwerter) é uma competição internacional de patinação artística no gelo de nível júnior. A competição é organizada pela União Internacional de Patinação (ISU), e disputado no outono, em alguns anos, como parte do Grand Prix Júnior de Patinação Artística no Gelo.

## Edições
| Ano        | Edição               | Cidade sede          | Júnior               | Júnior               | Júnior               | Júnior               | Ref                  |
| Ano        | Edição               | Cidade sede          | M                    | F                    | P                    | D                    | Ref                  |
| ---------- | -------------------- | -------------------- | -------------------- | -------------------- | -------------------- | -------------------- | -------------------- |
| 1997       | 1.ª                  | Chemnitz             | •                    | •                    | •                    | •                    | [ 1 ]                |
| 1998       | 2.ª                  | Chemnitz             | •                    | •                    | •                    | •                    | [ 2 ]                |
| 1999       | Não houve competição | Não houve competição | Não houve competição | Não houve competição | Não houve competição | Não houve competição | Não houve competição |
| 2000       | 3.ª                  | Chemnitz             | •                    | •                    | •                    | •                    | [ 3 ]                |
| 2001       | Não houve competição | Não houve competição | Não houve competição | Não houve competição | Não houve competição | Não houve competição | Não houve competição |
| 2002       | 4.ª                  | Chemnitz             | •                    | •                    | •                    | •                    | [ 4 ]                |
| 2003       | Não houve competição | Não houve competição | Não houve competição | Não houve competição | Não houve competição | Não houve competição | Não houve competição |
| 2004       | 5.ª                  | Chemnitz             | •                    | •                    | •                    | •                    | [ 5 ]                |
| 2005– 2006 | Não houve competição | Não houve competição | Não houve competição | Não houve competição | Não houve competição | Não houve competição | Não houve competição |
| 2007       | 6.ª                  | Chemnitz             | •                    | •                    | •                    | •                    | [ 6 ]                |
| 2008       | Não houve competição | Não houve competição | Não houve competição | Não houve competição | Não houve competição | Não houve competição | Não houve competição |
| 2009       | 7.ª                  | Dresden              | •                    | •                    | •                    | •                    | [ 7 ]                |
| 2010       | 8.ª                  | Chemnitz             | •                    | •                    | •                    | •                    | [ 8 ]                |
| 2011       | Não houve competição | Não houve competição | Não houve competição | Não houve competição | Não houve competição | Não houve competição | Não houve competição |
| 2012       | 9.ª                  | Chemnitz             | •                    | •                    | •                    | •                    | [ 9 ]                |
| 2013       | Não houve competição | Não houve competição | Não houve competição | Não houve competição | Não houve competição | Não houve competição | Não houve competição |
| 2014       | 10.ª                 | Dresden              | •                    | •                    | •                    | •                    | [ 10 ]               |
| 2015       | Não houve competição | Não houve competição | Não houve competição | Não houve competição | Não houve competição | Não houve competição | Não houve competição |
| 2016       | 11.ª                 | Dresden              | •                    | •                    | •                    | •                    | [ 11 ]               |

Legenda
- –  Evento não disputado neste ano

## Lista de medalhistas

### Individual masculino
| Evento                   | Ouro                              | Prata                             | Bronze                            |
| Chemnitz 1997 (detalhes) | Matthew Savoie · Estados Unidos   | Alexei Vasilevski · Rússia        | David Jaschke · Alemanha          |
| Chemnitz 1998 (detalhes) | Vincent Restencourt · França      | Stefan Lindemann · Alemanha       | Scott Smith · Estados Unidos      |
| 1999                     | Não houve competição              | Não houve competição              | Não houve competição              |
| Chemnitz 2000 (detalhes) | Stanislav Timchenko · Rússia      | Evan Lysacek · Estados Unidos     | Maxime Duchemin · França          |
| 2001                     | Não houve competição              | Não houve competição              | Não houve competição              |
| Chemnitz 2002 (detalhes) | Sergei Dobrin · Rússia            | Tomáš Verner · República Tcheca   | Nicholas LaRoche · Estados Unidos |
| 2003                     | Não houve competição              | Não houve competição              | Não houve competição              |
| Chemnitz 2004 (detalhes) | Jamal Othman · Suíça              | Alexander Uspenski · Rússia       | Princeton Kwong · Estados Unidos  |
| 2005–2006                | Não houve competição              | Não houve competição              | Não houve competição              |
| Chemnitz 2007 (detalhes) | Brandon Mroz · Estados Unidos     | Michal Březina · República Tcheca | Takahito Mura · Japão             |
| 2008                     | Não houve competição              | Não houve competição              | Não houve competição              |
| Dresden 2009 (detalhes)  | Song Nan · China                  | Artur Gachinski · Rússia          | Gordei Gorshkov · Rússia          |
| Dresden 2010 (detalhes)  | Richard Dornbush · Estados Unidos | Gordei Gorshkov · Rússia          | Ryuichi Kihara · Japão            |
| 2011                     | Não houve competição              | Não houve competição              | Não houve competição              |
| Chemnitz 2012 (detalhes) | Maxim Kovtun · Rússia             | Shoma Uno · Japão                 | Alexander Samarin · Rússia        |
| 2013                     | Não houve competição              | Não houve competição              | Não houve competição              |
| Dresden 2014 (detalhes)  | Andrei Lazukin · Rússia           | He Zhang · China                  | Yaroslav Paniot · Ucrânia         |
| 2015                     | Não houve competição              | Não houve competição              | Não houve competição              |
| Dresden 2016 (detalhes)  | Cha Jun-hwan · Coreia do Sul      | Conrad Orzel · Canadá             | Mitsuki Sumoto · Japão            |

### Individual feminino
| Evento                   | Ouro                            | Prata                              | Bronze                        |
| Chemnitz 1997 (detalhes) | Amber Corwin · Estados Unidos   | Julia Soldatova · Rússia           | Sara Lindroos · Finlândia     |
| Chemnitz 1998 (detalhes) | Irina Nikolaeva · Rússia        | Anna Jurkiewicz · Polónia          | Sara Wheat · Estados Unidos   |
| 1999                     | Não houve competição            | Não houve competição               | Não houve competição          |
| Chemnitz 2000 (detalhes) | Kristina Oblasova · Rússia      | Sara Wheat · Estados Unidos        | Tamara Dorofejev · Hungria    |
| 2001                     | Não houve competição            | Não houve competição               | Não houve competição          |
| Chemnitz 2002 (detalhes) | Olga Naidenova · Rússia         | Adriana DeSanctis · Estados Unidos | Jenna McCorkell · Reino Unido |
| 2003                     | Não houve competição            | Não houve competição               | Não houve competição          |
| Chemnitz 2004 (detalhes) | Kiira Korpi · Finlândia         | Danielle Kahle · Estados Unidos    | Katy Taylor · Estados Unidos  |
| 2005–2006                | Não houve competição            | Não houve competição               | Não houve competição          |
| Chemnitz 2007 (detalhes) | Sarah Hecken · Alemanha         | Rachael Flatt · Estados Unidos     | Rumi Suizu · Japão            |
| 2008                     | Não houve competição            | Não houve competição               | Não houve competição          |
| Dresden 2009 (detalhes)  | Kiri Baga · Estados Unidos      | Angela Maxwell · Estados Unidos    | Polina Agafonova · Rússia     |
| Dresden 2010 (detalhes)  | Elizaveta Tuktamysheva · Rússia | Christina Gao · Estados Unidos     | Ira Vannut · Bélgica          |
| 2011                     | Não houve competição            | Não houve competição               | Não houve competição          |
| Chemnitz 2012 (detalhes) | Anna Pogorilaya · Rússia        | Miyabi Oba · Japão                 | Maria Stavitskaia · Rússia    |
| 2013                     | Não houve competição            | Não houve competição               | Não houve competição          |
| Dresden 2014 (detalhes)  | Wakaba Higuchi · Japão          | Elizabet Turzynbaeva · Cazaquistão | Alexandra Proklova · Rússia   |
| 2015                     | Não houve competição            | Não houve competição               | Não houve competição          |
| Dresden 2016 (detalhes)  | Anastasiia Gubanova · Rússia    | Yuna Shiraiwa · Japão              | Lim Eun-soo · Coreia do Sul   |

### Duplas
| Evento                   | Ouro                                             | Prata                                            | Bronze                                                 |
| Chemnitz 1997 (detalhes) | Natalie Vlandis · Jered Guzman · Estados Unidos  | Julia Obertas · Dmitri Palamarchuk · Ucrânia     | Svetlana Nikolaeva · Alexei Sokolov · Rússia           |
| Chemnitz 1998 (detalhes) | Victoria Maxiuta · Vladislav Zhovnirski · Rússia | Laura Handy · J. Paul Binnebose · Estados Unidos | Alena Maltseva · Oleg Popov · Rússia                   |
| 1999                     | Não houve competição                             | Não houve competição                             | Não houve competição                                   |
| Chemnitz 2000 (detalhes) | Amanda Magarian · Jered Guzman · Estados Unidos  | Svetlana Nikolaeva · Pavel Lebedev · Rússia      | Julia Shapiro · Dmitri Khromin · Rússia                |
| 2001                     | Não houve competição                             | Não houve competição                             | Não houve competição                                   |
| Chemnitz 2002 (detalhes) | Jessica Dubé · Samuel Tetrault · Canadá          | Maria Mukhortova · Pavel Lebedev · Rússia        | Tiffany Stiegler · Johnnie Stiegler · Estados Unidos   |
| 2003                     | Não houve competição                             | Não houve competição                             | Não houve competição                                   |
| Chemnitz 2004 (detalhes) | Maria Mukhortova · Maxim Trankov · Rússia        | Brittany Vise · Nicholas Kole · Estados Unidos   | Angelika Pylkina · Niklas Hogner · Suécia              |
| 2005–2006                | Não houve competição                             | Não houve competição                             | Não houve competição                                   |
| Chemnitz 2007 (detalhes) | Jessica Rose Paetsch · Jon Nuss · Estados Unidos | Vera Bazarova · Yuri Larionov · Rússia           | Ksenia Krasilnikova · Konstantin Bezmaternikh · Rússia |
| 2008                     | Não houve competição                             | Não houve competição                             | Não houve competição                                   |
| Dresden 2009 (detalhes)  | Sui Wenjing · Han Cong · China                   | Zhang Yue · Wang Lei · China                     | Britney Simpson · Nathan Miller · Estados Unidos       |
| Dresden 2010 (detalhes)  | Sui Wenjing · Han Cong · China                   | Narumi Takahashi · Mervin Tran · Japão           | Anna Silaeva · Artur Minchuk · Rússia                  |
| 2011                     | Não houve competição                             | Não houve competição                             | Não houve competição                                   |
| Chemnitz 2012 (detalhes) | Lina Fedorova · Maxim Miroshkin · Rússia         | Maria Vigalova · Egor Zakroev · Rússia           | Brittany Jones · Ian Beharry · Canadá                  |
| 2013                     | Não houve competição                             | Não houve competição                             | Não houve competição                                   |
| Dresden 2014 (detalhes)  | Julianne Seguin · Charlie Bilodeau · Canadá      | Lina Fedorova · Maxim Miroshkin · Rússia         | Chelsea Liu · Brian Johnson · Estados Unidos           |
| 2015                     | Não houve competição                             | Não houve competição                             | Não houve competição                                   |
| Dresden 2016 (detalhes)  | Anastasia Mishina · Vladislav Mirzoev · Rússia   | Anna Dušková · Martin Bidař · República Tcheca   | Alina Ustimkina · Nikita Volodin · Rússia              |

### Dança no gelo
| Evento                   | Ouro                                                | Prata                                                | Bronze                                              |
| Chemnitz 1997 (detalhes) | Oksana Potdykova · Denis Petukhov · Rússia          | Federica Faiella · Luciano Milo · Itália             | Jamie Silverstein · Justin Pekarek · Estados Unidos |
| Chemnitz 1998 (detalhes) | Jamie Silverstein · Justin Pekarek · Estados Unidos | Federica Faiella · Luciano Milo · Itália             | Tatiana Kurkudym · Juri Kocherzhenko · Ucrânia      |
| 1999                     | Não houve competição                                | Não houve competição                                 | Não houve competição                                |
| Chemnitz 2000 (detalhes) | Tanith Belbin · Benjamin Agosto · Estados Unidos    | Miriam Steinel · Vladimir Tsvetkov · Alemanha        | Elena Romanovskaya · Alexander Grachev · Rússia     |
| 2001                     | Não houve competição                                | Não houve competição                                 | Não houve competição                                |
| Chemnitz 2002 (detalhes) | Nóra Hoffmann · Attila Elek · Hungria               | Mariana Kozlova · Sergei Baranov · Ucrânia           | Alexandra Zaretski · Roman Zaretski · Israel        |
| 2003                     | Não houve competição                                | Não houve competição                                 | Não houve competição                                |
| Chemnitz 2004 (detalhes) | Natalia Mikhailova · Arkadi Sergeev · Rússia        | Camilla Pistorello · Luca Lanotte · Itália           | Alexandra Zaretsky · Roman Zaretsky · Israel        |
| 2005–2006                | Não houve competição                                | Não houve competição                                 | Não houve competição                                |
| Chemnitz 2007 (detalhes) | Kristina Gorshkova · Vitali Butikov · Rússia        | Ekaterina Riazanova · Jonathan Guerreiro · Rússia    | Madison Chock · Greg Zuerlein · Estados Unidos      |
| 2008                     | Não houve competição                                | Não houve competição                                 | Não houve competição                                |
| Dresden 2009 (detalhes)  | Ekaterina Pushkash · Jonathan Guerreiro · Rússia    | Lorenza Alessandrini · Simone Vaturi · Itália        | Piper Gilles · Zachary Donohue · Estados Unidos     |
| Dresden 2010 (detalhes)  | Evgenia Kosigina · Nikolai Moroshkin · Rússia       | Marina Antipova · Artem Kudashev · Rússia            | Charlotte Lichtman · Dean Copely · Estados Unidos   |
| 2011                     | Não houve competição                                | Não houve competição                                 | Não houve competição                                |
| Chemnitz 2012 (detalhes) | Alexandra Stepanova · Ivan Bukin · Rússia           | Kaitlin Hawayek · Jean-Luc Baker · Estados Unidos    | Daria Morozova · Mikhail Zhirnov · Rússia           |
| 2013                     | Não houve competição                                | Não houve competição                                 | Não houve competição                                |
| Dresden 2014 (detalhes)  | Betina Popova · Yuri Vlasenko · Rússia              | Lorraine McNamara · Quinn Carpenter · Estados Unidos | Brianna Delmaestro · Timothy Lum · Canadá           |
| 2015                     | Não houve competição                                | Não houve competição                                 | Não houve competição                                |
| Dresden 2016 (detalhes)  | Rachel Parsons · Michael Parsons · Estados Unidos   | Anastasia Shpilevaya · Grigory Smirnov · Rússia      | Arina Ushakova · Maxim Nekrasov · Rússia            |